# Ambrosius Ludvig Lindal
Ambrosius Ludvig Lindal, född 2 april 1787 i Södra Vi församling, Kalmar län, död 20 januari 1872 i Gammalkils församling, Östergötlands län, var en svensk präst.

## Biografi
Ambrosius Ludvig Lindal föddes 1787 i Södra Vi socken. Han var son till vice kronobefallningsmannen Jon Lindal och Anna Brita Nyman. Lindal blev 1807 student vid Uppsala universitet och promoverades 1812 till filosofie magister. Han prästvigdes 5 december 1813 och blev 29 augusti 1815 kunglig hovpredikant. Vid högtidsdagen 1820 för Svenska Akademien höll han ett tal i kungliga slottskapellet. Lindal blev 11 december 1822 kyrkoherde i Vimmerby församling, tillträdde 1825 och blev samma år inspektor över Vimmerby skola. Han utnämndes 4 augusti 1826 till prost och var predikant vid prästmötet 1831. Lindal blev 11 augusti 1842 kontraktsprost över Tunaläns och Sevede kontrakt och 26 november 1855 kyrkoherde i Gammalkils församling, tillträdde 1857. Han avled 1872 i Gammalkils socken.

### Familj
Lindal gifte sig första gången 7 juli 1825 med Sofia Dorothea Bergstedt (1798–1848), dotter till handlanden Nils Ulrik Bergstedt och Christina Godström. De fick tillsammans barnen gymnasten Fabian Ludvig Lindal (1826–1841) och Casper Lindal (1828–1828).
Han gifte sig andra gången 17 oktober 1851 med Vendla Lovisa Hammarskjöld (1821–1903), dotter till översten Arvid Hammarskjöld och Catharina Margareta Schultin.